# Georg Köstermann
Georg Köstermann (* 26. Juli 1913 in Eltze; † 25. April 1994) war ein deutscher Eisenbahnangestellter, Ornithologe und Heimatforscher.

## Leben
Der 1913 in Eltze geborene Georg Köstermann durchlief nach seinem Schulabschluss eine Lehre als Maschinenbauer in Braunschweig. Anschließend wurde er in Hannover bei der Deutschen Reichsbahn tätig, ab 1949 der Deutschen Bundesbahn.
Köstermann war ein Pionier der Vogelkunde und der Vogelfotografie im Raum um Peine. In rund einem Viertel Jahrhundert führte er von 1952 bis 1987 ein ornithologisches Tagebuch über die Region seines Heimatortes Eltze, in der heutigen Gemeinde Uetze.

## Schriften (Auswahl)
- Dieter Wittenberg, Georg Köstermann, Friedrich Giere, Fritz Giffhorn, Walter Martschink: Heimat zwischen Erse und Fuhse. Dorf und Flur im Peiner Nordkreis, herausgegeben von der Peiner Allgemeinen Zeitung, Peine: Peiner Allgemeine Zeitung, 1970